# Megaceras remus
Megaceras remus är en skalbaggsart som beskrevs av Reiche 1859. Megaceras remus ingår i släktet Megaceras och familjen Dynastidae. Inga underarter finns listade i Catalogue of Life.